# Barriera artificiale
Una barriera artificiale (inglese artificial reef) è una struttura sommersa costruita dall'uomo allo scopo di favorire la vita marina, ad esempio: incrementare la biodiversità, impedire la pesca a strascico illegale, fornire un substrato idoneo alla vita degli organismi sessili, favorire la riproduzione di specie importanti per la pesca.

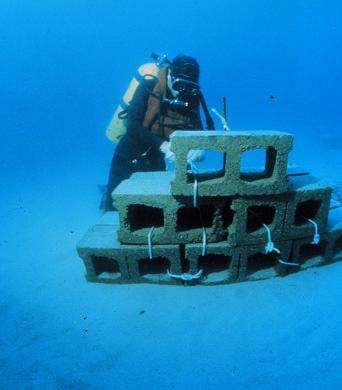
Disposizione dei moduli per formare una barriera artificiale

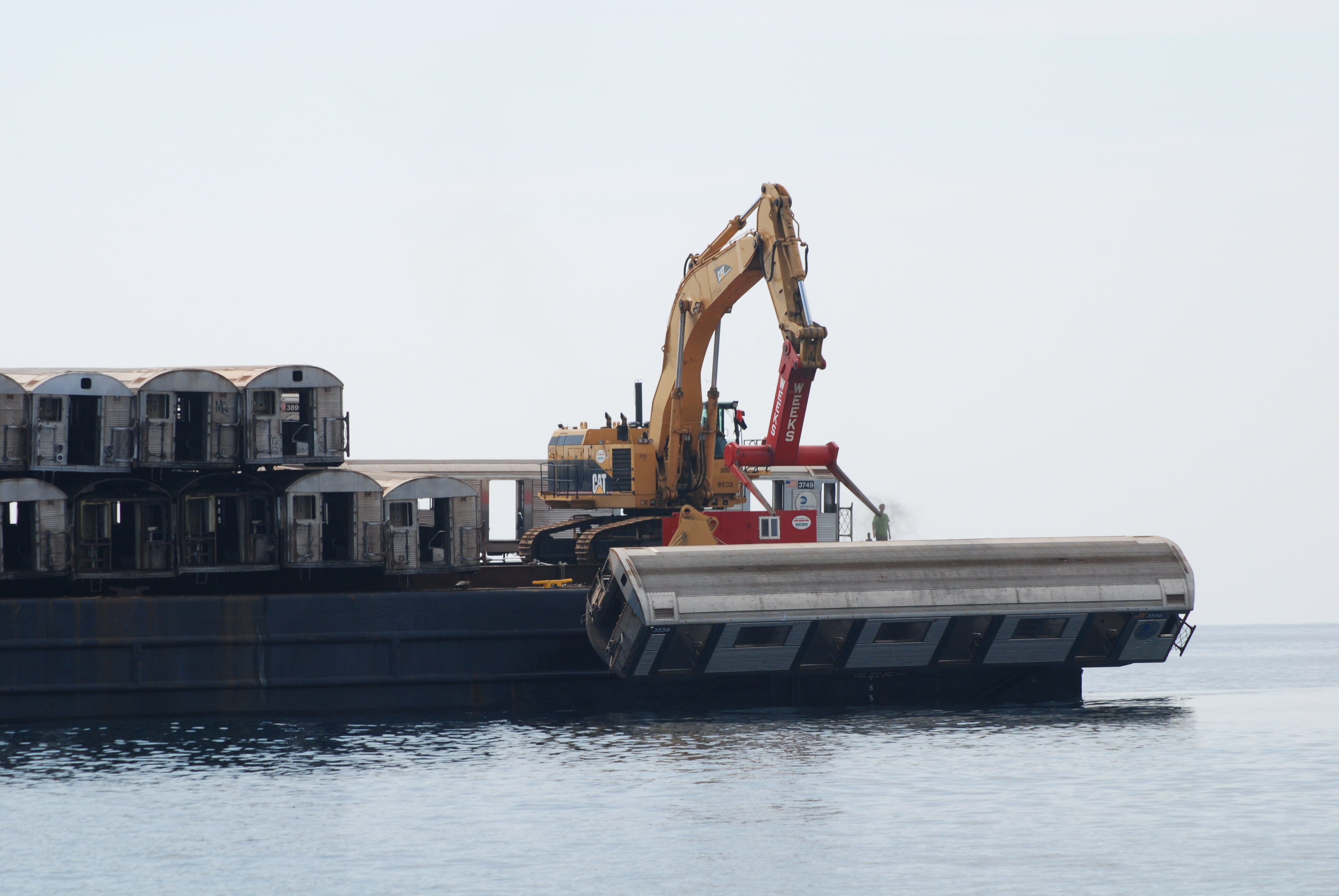
Costruzione di una barriera artificiale con vagoni della metropolitana di New York in disuso

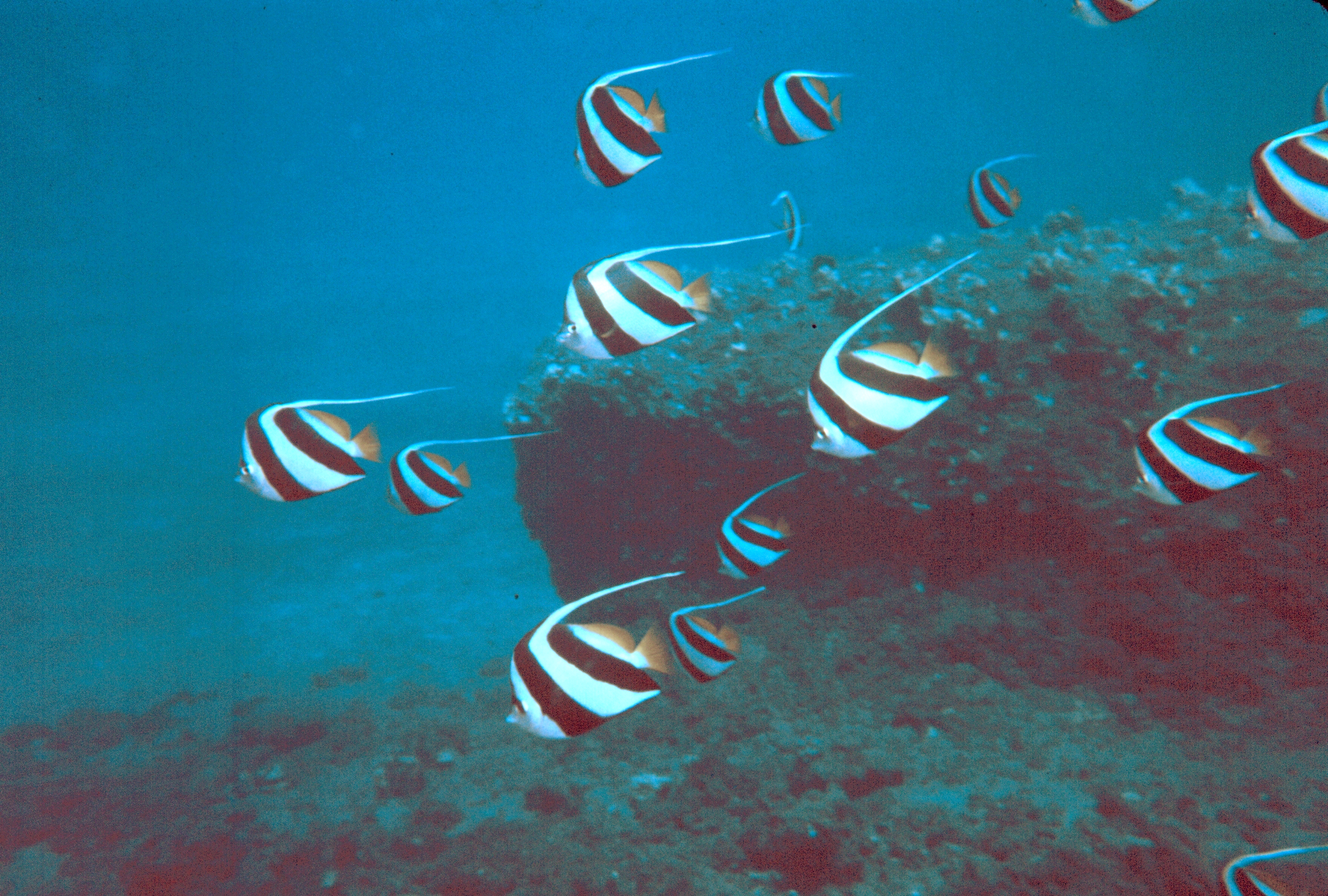
Gruppetto di Heniochus acuminatus nei pressi di una barriera artificiale

## Struttura
Le barriere artificiali possono essere costruite con svariati materiali come: carcasse di automobile (come la nota Chevron Reef), navi in disarmo, strutture metalliche, pietra o calcestruzzo (il più usato in assoluto) ed avere dimensioni, aspetto e struttura molto diversi. In genere, tranne che nel caso di barriere costituite da relitti navali o di piattaforme petrolifere, si tratta di strutture modulari composte da più unità esementari di piccole dimensioni più facili da trasportare e mettere in opera; questi moduli possono essere assemblati ordinatamente (di solito in piramidi), disposti in mucchi casuali o disseminati su vaste superfici di fondale. Spesso i moduli hanno forme complesse, ricche di cavità e sporgenze atte a fungere da tane o supporti per gli organismi. Le barriere artificiali sono spesso disposte a gruppi, casualmente o a formare un reticolo regolare. La distanza fra gruppo e gruppo è variabile e dipende dallo scopo a cui la struttura è deputata, ad esempio, nel caso di barriere costruite per ostacolare lo strascico illegale sottocosta, questa distanza deve essere inferiore alla dimensione minima dello strumento di pesca di cui si intende scoraggiare l'uso.

## Tipi di barriere
Le barriere artificiali possono essere suddivise in tre tipologie principali in base allo scopo per cui vengono costruite:
- barriere di protezione: vengono disposte per impedire la pesca a strascico a protezione di habitat importanti come le praterie di Posidonia oceanica, aree di riproduzione di specie importanti per la pesca commerciale o zone in cui quel sistema di pesca è vietato (per esempio zone con profondità minore di 50 metri);
- barriere di produzione: sono costruite per incrementare gli stock di specie di interesse commerciale;
- barriere polivalenti: hanno una finalità mista fra le prime due.

## Biologia e pesca
La disposizione di una barriera artificiale in genere porta ad un rapido aumento della biodiversità sia a causa dell'interruzione di tecniche di pesca distruttive che dell'incremento di risorse trofiche, di habitat diversi, di organismi sessili, di rifugi e substrati per la riproduzione, etc. Questo effetto è particolarmente vistoso nel caso in cui le barriere vengano sommerse all'interno di estesi fondali sabbiosi in cui la complessità ambientale e la ricchezza di organismi del benthos creata dal manufatto può portare alla formazione di una vera e propria "isola di biodiversità" in cui il numero di specie è sostanzialmente maggiore che nelle immediate vicinanze. Spesso queste specie sono diverse da quelle dei fondi sabbiosi circostanti, come saraghi, scorfani, astici o polpi. Quando i blocchi vengono assemblati a formare delle piramidi sviluppate in altezza si può avere una certa attrazione nei confronti di specie di pesci pelagici di forte interesse commerciale come lecce o ricciole. Da non sottovalutare è anche l'importanza delle strutture come substrato di molluschi sessili o bentonici come i mitili o varie specie di gasteropodi.

## Storia
Le barriere artificiali, intese come accumuli di massi disposti per attrarre specie ittiche di pregio, sono note da numerosi secoli prima di Cristo. Nel XIX secolo e nei primi anni del XX secolo si notò come gli accumuli delle pietre impiegate per l'ancoraggio delle tonnare fornissero rifugio a specie ittiche demersali che potevano venir pescate durante la stagione in cui le tonnare non venivano impiegate. 
Il Giappone è però il Paese in cui le barriere artificiali hanno raggiunto il massimo sviluppo, a partire dal XVIII secolo. Da qui l'uso di queste strutture si è diffuso negli USA e in Oceania; in Europa si sono iniziate ad impiegare dopo il 1950. 
Le barriere impiegate in Giappone sono di due tipi:
- tsukiiso: sono barriere di protezione disposte in zone costiere per salvaguardare il novellame delle specie ittiche;
- gyosho: sono barriere di produzione messe in opera più al largo.

Negli USA le barriere sono attualmente deputate perlopiù a favorire la pesca sportiva.